# Сім великих домів Парфії
Сім великих родів (домів) Парфії (Сім кланів Парфії) («Haft Khandan Pahlav») — сім парфянських феодальних аристократичних родів, які піднялися при Аршакідах. 

## Історія
Тільки 2 з 7 родів — дім Сурен та дім Карен (Карен) згадуються в джерелах періоду Аршакідів. Доля решти 5 родів простежується слабко, проте відомо, що деякі з них, зокрема рід Міхрана, нерідко перебували в опозиції до Сасанідів, намагаючись відновити на престолі династію Аршакідів (наприклад при Бахрама Чубіні). 
Також відомо, що дім Соха зник ще за Аршакідів (імовірно при Фрааті II) і шаханшах передав їх титул та володіння їх Туранським родичам — Спендіадам. 
Після падіння Аршакідів, що стало результатом не лише повстання Сасаніда Ардашира, але й відмови парфянских родів від підтримки самих Аршакідів в силу нездатності шахів з цієї династії навести хоч який-небудь порядок в Парфянському царстві, лише 3 роди зберегли своє становище в сасанідській Персії та суміжних країнах, при цьому ставши у багато чому опорою самих Сасанідів. Рід Сурен, який став опорою Сасанідів в Ірані, рід Міхран у Кавказькій Албанії, рід Карен у Вірменії. 

## Сім домів, а також відповідні основні володіння
- Дім Аспахапет, з Апартватіцени (Язд)
- Дім Дахай, з Астабени (Кучан)
- Дім Карен, з Гірканії (Горган)
- Дім Міхран, з Комізени (Семнан)
- Дім Парні, з Парфії (Партауніс)
- Дім Сохай, з Маргіани (Мерв)
- Дім Сурен, з Сістану (Сістан)